# Zaklinacz dusz (sezon 1)
Ten artykuł zawiera streszczenia, a także informacje o odcinkach pierwszego sezonu serialu Zaklinacz dusz. Pierwsza emisja w USA odbyła się 23 września 2005, ostatnia pierwszego sezonu 5 maja 2006.
| N/o | #  | Tytuł                                                | Tytuł polski               | Reżyseria          | Scenariusz            | Premiera             | Premiera w Polsce (FOX Life) |
| --- | -- | ---------------------------------------------------- | -------------------------- | ------------------ | --------------------- | -------------------- | ---------------------------- |
| 1 | 1  | Pilot                                                | Zagubiony żołnierz         | John Gray          | John Gray             | 23 września 2005     | 5 stycznia 2007              |
| Melinda kontaktuje się z żołnierzem, który zginął w Wietnamie. Uważa ona, że może on nie wiedzieć, że nie żyje. Szukając o sierżancie informacji odkrywa, że został on uznany za zaginionego w akcji. |    |                                                      |                            |                    |                       |                      |                              |
| 2 | 2  | The Crossing                                         | Przeprawa                  | Ron Lagomarsino    | Catherine Butterfield | 30 września 2005     | 12 stycznia 2007             |
| Melinda pomaga małemu chłopcu, który zginął w wypadku samochodowym, pocieszyć rodziców po jego śmierci. |    |                                                      |                            |                    |                       |                      |                              |
| 3 | 3  | Ghost, Interrupted                                   | Duch                       | Ian Sander         | Jed Seidel            | 7 października 2005  | 19 stycznia 2007             |
| Melinda pomaga dziewczynie leczonej w szpitalu psychiatrycznym. Dziewczynę prześladuje duch jej siostry bliźniaczki, która utopiła się w jeziorze. |    |                                                      |                            |                    |                       |                      |                              |
| 4 | 4  | Mended Hearts                                        | Naprawione serca           | John Gray          | John Gray             | 14 października 2005 | 26 stycznia 2007             |
| Melinda pomaga zmarłemu mężczyźnie uratować życie jego narzeczonej, która po śmierci ukochanego usiłuje popełnić samobójstwo zażywając środki uspokajające. |    |                                                      |                            |                    |                       |                      |                              |
| 5 | 5  | Lost Boys                                            | Zagubieni chłopcy          | Peter O'Fallon     | David Fallon          | 21 października 2005 | 2 lutego 2007                |
| Melinda nawiązuje kontakt z duchami trzech chłopców, którzy zginęli w pożarze sierocińca w 1956 roku. Jeden z nich nie może odejść w spokoju, gdyż obwinia się o śmierć swoich kolegów. Okazuje się, że sierociniec podpalił przypadkiem ich przyjaciel - obecnie miliarder, który przeżył wypadek i pod zmienionym nazwiskiem wykupił budynek pragnąc go zburzyć, by przestały go dręczyć wspomnienia.                     |    |                                                      |                            |                    |                       |                      |                              |
| 6 | 6  | Homecoming                                           | Powrót                     | James Frawley      | Lois Johnson          | 28 października 2005 | 9 lutego 2007                |
| Duch nastolatka prosi Melindę o pomoc w odnalezieniu jego prawdziwej matki. Z rozmowy z kobietą, która adoptowała chłopca, dowiaduje się, że matka nie chciała znać syna. |    |                                                      |                            |                    |                       |                      |                              |
| 7 | 7  | Hope and Mercy                                       | Nadzieja i litość          | Bill L. Norton     | John Wirth            | 4 listopada 2005     | 16 lutego 2007               |
| Kiedy Melinda odwiedza Jima w szpitalu, gdzie trafił w wyniku wypadku samochodowego, kontaktuje się z nią duch młodej dziewczyny. Zmarła podczas porodu chce się dowiedzieć, jaka dokładnie była przyczyna jej śmierci. Okazuje się, że winny jest lekarz odbierający poród, który z powodu demencji zapomniał założyć kilku szwów - Melinda kontaktuje się ze zmarłą żoną chirurga, który jest nieświadomy swojej choroby. |    |                                                      |                            |                    |                       |                      |                              |
| 8 | 8  | On the Wings of a Dove                               | Na gołębich skrzydłach     | Peter O'Fallon     | Catherine Butterfield | 11 listopada 2005    | 23 lutego 2007               |
| Melinda pomaga duchowi skazańca, który pragnie odpokutować swoje grzechy i pojednać się z żoną i synem. |    |                                                      |                            |                    |                       |                      |                              |
| 9 | 9  | Voices                                               | Głosy                      | Kevin Hooks        | John Belluso          | 18 listopada 2005    | 2 marca 2007                 |
| Melinda uświadamia sobie, że szum w jej samochodowym radiu, to w rzeczywistości głosy zmarłych próbujących nawiązać kontakt ze światem żywych. Jednym z duchów jest matka, która próbuje się skontaktować z synem. Melinda musi odszyfrować informacje zawarte w zakłóceniach, a następnie znaleźć sposób, by przekazać chłopcu słowa matki.                                                                                |    |                                                      |                            |                    |                       |                      |                              |
| 10 | 10 | Ghost Bride                                          | Duch panny młodej          | Joanna Kerns       | Jed Seidel            | 25 listopada 2005    | 9 marca 2007                 |
| Duch kobiety, która zginęła w wypadku samochodowym w drodze na własny ślub nawiedza drugą narzeczoną jej niedoszłego męża. Zmarła nie może pogodzić się z myślą, że wdowiec mógłby kochać inną kobietę. |    |                                                      |                            |                    |                       |                      |                              |
| 11 | 11 | Shadow Boxer                                         | Bokser                     | Joanna Kerns       | Emily Fox             | 9 grudnia 2005       | 16 marca 2007                |
| Duch matki młodego boksera prosi Melindę o pomoc. Kobieta pragnie, by jej skłóceni syn i mąż pogodzili się. Chłopiec znienawidził ojca po tym, jak ten kazał mu uczestniczyć w zawodach, kiedy umierająca matka leżała w szpitalu. |    |                                                      |                            |                    |                       |                      |                              |
| 12 | 12 | Undead Comic                                         | Cień komika                | Eric Laneuville    | Doug Prochilo         | 16 grudnia 2005      | 23 marca 2007                |
| Gdy Andrea przygotowuje się do występu w klubie dla komików, Melinda zauważa w pobliżu grupę duchów zmarłych aktorów wystawiających własne przedstawienie kabaretowe. Jeden z nich jest załamany, ponieważ nie może sobie przypomnieć, dlaczego popełnił samobójstwo, co nie pozwala mu ostatecznie opuścić świata żywych.                                                                                                  |    |                                                      |                            |                    |                       |                      |                              |
| 13 | 13 | Friendly Neighborhood Ghost również: Ghost Next Door | Duch z sąsiedztwa          | David Jones        | Lois Johnson          | 6 stycznia 2006      | 30 marca 2007                |
| Dziwne zachowanie sąsiada, między innymi zabicie okien deskami, wprawia Jacka i Melindę w osłupienie. Dopiero pojawienie się ducha pewnego mężczyzny tłumaczy jego stan. Okazuje się, że zjawa nie tylko uprzykrza życie swojej ofierze, ale także pragnie ją zabić. Melinda dowiaduje się od zmarłego, że pragnie się zemścić na przyjacielu swojej wnuczki.                                                               |    |                                                      |                            |                    |                       |                      |                              |
| 14 | 14 | Last Execution                                       | Ostatnia Egzekucja         | James Frawley      | David Fallon          | 13 stycznia 2006     | 6 kwietnia 2007              |
| Podczas wystawy w lokalnej galerii sztuki, Melinda spotyka ducha mężczyzny, który został skazany na śmierć i stracony. Wśród zgromadzonych w galerii prac są znajdują się także obrazy skazańca, który prosi Melindę, by odnalazła umowę sprzedaży jego drogocennych malowideł. Ujawnienie dokumentu pozwoliłoby na przekazanie pieniędzy jego córce.                                                                       |    |                                                      |                            |                    |                       |                      |                              |
| 15 | 15 | Melinda's First Ghost                                | Pierwszy duch Melindy      | Peter Werner       | Catherine Butterfield | 27 stycznia 2006     | 13 kwietnia 2007             |
| Melinda odkryła swój dar mając zaledwie osiem lat. Ukazał jej się wtedy duch dziewczynki, która zmarła z powodu choroby. Po latach duch powraca, a wraz z nim wracają wspomnienia. Jako dziewczynka nie potrafiła pomóc zagubionej duszy, a teraz musi zmierzyć się z własną przeszłością, by przeprawić ducha na drugą stronę.                                                                                             |    |                                                      |                            |                    |                       |                      |                              |
| 16 | 16 | Dead Man's Ridge                                     | Pomiędzy życiem i śmiercią | James Frawley      | John Gray             | 3 lutego 2006        | 20 kwietnia 2007             |
| Umierający przyjaciel Andrei próbuje skontaktować się z Melindą za każdym razem, kiedy jego serce przestaje bić. Będąc bliskim śmierci stara się przekazać medium, gdzie znajduje się jego brat, który zaginął podczas wycieczki. Melinda musi przekonać lekarzy, by wstrzymali się z akcją reanimacyjną i pozwolili choremu dokończyć przekaz.                                                                             |    |                                                      |                            |                    |                       |                      |                              |
| 17 | 17 | Demon Child                                          | Demoniczne dziecko         | Eric Laneuville    | Jed Seidel            | 3 marca 2006         | 27 kwietnia 2007             |
| Kupując antyki od pewnej kobiety Melinda spotyka ducha bardzo zdenerwowanego małego chłopca. Okazuje się, że jest to duch syna kobiety, który za wszelką cenę chce skrzywdzić matkę i swoją małą siostrę. Melinda podejmuje wyzwanie, zamierza pojednać chłopca z matką. |    |                                                      |                            |                    |                       |                      |                              |
| 18 | 18 | Miss Fortune                                         | Magiczne sztuczki          | James Chressanthis | Emily Fox             | 10 marca 2006        | 4 maja 2007                  |
| W mieście zjawia się wędrowna trupa cyrkowa. Melinda spotyka ducha magika, który uważa, że jego śmierć podczas sztuczki wykonywanej pod wodą nie była przypadkiem, a sprawką jego zazdrosnego brata. |    |                                                      |                            |                    |                       |                      |                              |
| 19 | 19 | Fury również: Condemned To Repeat                    | Gniew                      | Peter Werner       | Rama Stagner          | 31 marca 2006        | 11 mnaja 2007                |
| Duch czarnoskórego robotnika, który zginął w latach siedemdziesiątych z rąk białego współpracownika, nawiedza byłego sędziego, który mimo licznych dowodów zignorował zarzuty przeciwko zabójcy. Melinda stara się pomóc zmarłemu w dojściu do sprawiedliwości. |    |                                                      |                            |                    |                       |                      |                              |
| 20 | 20 | The Vanishing                                        | Znikanie                   | Ian Sander         | Catherine Butterfield | 7 kwietnia 2006      | 18 maja 2007                 |
| Melinda przewraca się i uderza się w głowę. Wkrótce uświadamia sobie, że utraciła kontakt ze światem duchów. Zaczyna obawiać się, że mogła utracić swój dar. |    |                                                      |                            |                    |                       |                      |                              |
| 21 | 21 | Free Fall część 1                                    | Wolny upadek               | John Gray          | John Gray             | 28 kwietnia 2006     | 25 maja 2007                 |
| W mieszkaniu Melindy i w antykwariacie cały czas psuje się ogrzewanie. Wkrótce Melindzie ukazują się duchy pilota i stewardesy. Obie postacie narzekają na zimno, jednak nic więcej nie da się zrozumieć z ich niewyraźnych wypowiedzi. Wkrótce okazuje się, że zmarli przepowiadają straszną katastrofę. |    |                                                      |                            |                    |                       |                      |                              |
| 22 | 22 | The One część 2                                      | Ta jedyna                  | John Gray          | John Gray             | 5 maja 2006          | 1 czerwca 2007               |
| Melinda pomaga duchom katastrofy lotniczej bezpiecznie przejść na drugą stronę. Jej praca wzbudza podejrzenie policjantów. |    |                                                      |                            |                    |                       |                      |                              |